# Фитц, Лиза
Лиза Фитц (нем. Lisa Fitz; 15 сентября 1951, Цюрих) — немецкая актриса
, артистка кабаре, певица
, стендап-комик.

## Биография
Родилась в баварской актёрской семье, её дед был писателем, актёром и драматургом, отец певец и композитор Вальтер Фитц.
В 1969—1972 годах обучалась в высшей театральной школе Баварии. Брала уроки игры на гитаре, пения и балета. В 1972 году стала известна широким кругам публики, когда представила телешоу Bayerische Hitparade на канале Bayerischer Rundfunk.
Дебютировала в кино в 1970 году. Играла в кино и на телевидении. Снялась в 34 кино-, телефильмах и сериалах.

## Избранная фильмография

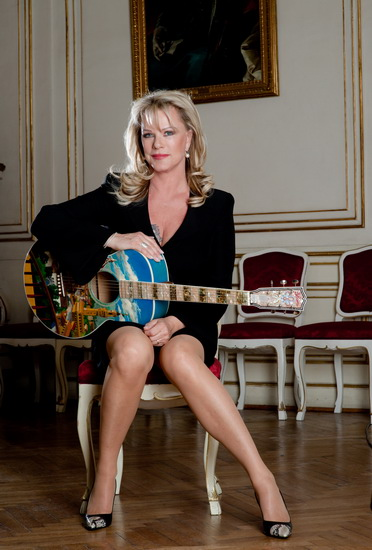
Лиза Фитц

- 1970: Schulmädchen-Report: Was Eltern nicht für möglich halten
- 1972: Bayerische Hitparade
- 1974: Goldfüchse (ТВ)
- 1975: Место преступления / Tatort — Das zweite Geständnis (Fernsehreihe)
- 1975: Das Nest (ТВ)
- 1976: Die Leute von Feichtenreut (ТВ)
- 1977: Der Wittiber (ТВ)
- 1978: Zeit zum Aufstehen (ТВ)
- 1978: Kläger und Beklagte (ТВ)
- 1980: Auf Achse
- 1980: Heimat (ТВ)
- 1980: Der Neger Erwin
- 1981: Mein Freund der Scheich (ТВ)
- 1982: Der Androjäger, Folge 4 Der Mann ohne Farbe
- 1982: Meister Eder und sein Pumuckl (ТВ-сериал)
- 1983: Nordlichter: Geschichten zwischen Watt und Weltstadt (ТВ-сериал)
- 1984: Hildes Endspiel — Eine Vorstadtballade (ТВ)
- 1984—1990: Weißblaue Geschichten (ТВ-сериал)
- 1985: Polizeiinspektion 1 (ТВ-сериал)
- 2000: Der Bulle von Tölz (ТВ-сериал)
- 2003: Großglocknerliebe — Kein Heimatfilm
- 2005—2008: Die Gerichtsmedizinerin (ТВ-сериал)
- 2007: Notruf Hafenkante (ТВ-сериал)
- 2008: Zur Sache, Lena (ТВ-сериал)
- 2009: Полный дом дочек / Ein Haus voller Töchter

## Избранная дискография
- 1971: Song vom Hilfsarbeiter
- 1972: I bin bled
- 1974: I mag di
- 1975: I sogs wias is
- 1978: I flipp’ aus
- 1983: Die heilige Hur’
- 1987: Ladyboss
- 1990: Geld macht geil
- 1993: Loonatic
- 1993: Lisa live
- 1993: Bilder im Kopf
- 1998: Die Geilsten
- 1999: Wie is’n die in echt?
- 2000: Kruzifix
- 2003: Alles Schlampen außer Mutti!
- 2005: Nuan (Hörbuch)
- 2010: Super Plus — Tanken und Beten
- 2015: Fitz Hits Jubiläumsedition (Двойной CD)

## Награды
- Баварский орден «За заслуги»
- Баварский поэтический талер
- Медаль Людвига Томы
- Швабингская премия в области искусств